# Chi Rau đắng
Chi Rau đắng (danh pháp khoa học: Glinus) là chi thực vật có hoa gồm các loài cây nhiệt đới và cận nhiệt đới thuộc họ Cỏ bình cu (Molluginaceae) được mô tả lần đầu tiên bởi Carl Linnaeus. Chúng chủ yếu là các loài thân thảo hàng năm, lá có phủ lớp lông mờ. Hạt hình thận được chứa trong quả nang. Hầu hết chúng đều được con người sử dụng thường xuyên, một số loài dùng làm cây thuốc, một số loài dùng làm thực phẩm.

## Ẩm thực
Rau đắng được dùng để chế biến hay ăn kèm các món canh và lẩu như canh rau đắng, cháo cá quả rau đắng, lẩu cháo ếch rau đắng, lẩu cá kèo,...

## Danh sách loài
- Glinus bainesii
- Glinus herniarioides
- Glinus lotoides - loài điển hình của chi.
  - Glinus lotoides var. virens
- Glinus microphyllus
- Glinus oppositifolius
- Glinus orygioides
- Glinus radiatus
- Glinus runkewitzii
- Glinus sessiliflorus
- Glinus setiflorus

## Hình ảnh

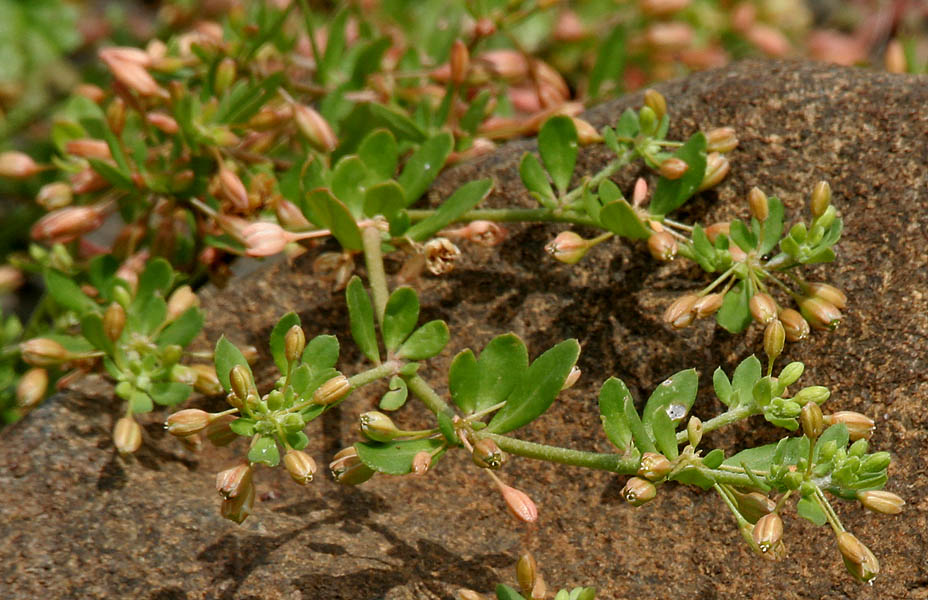
Glinus oppositifolius (rau đắng đất) ở Andhra Pradesh, Ấn Độ.
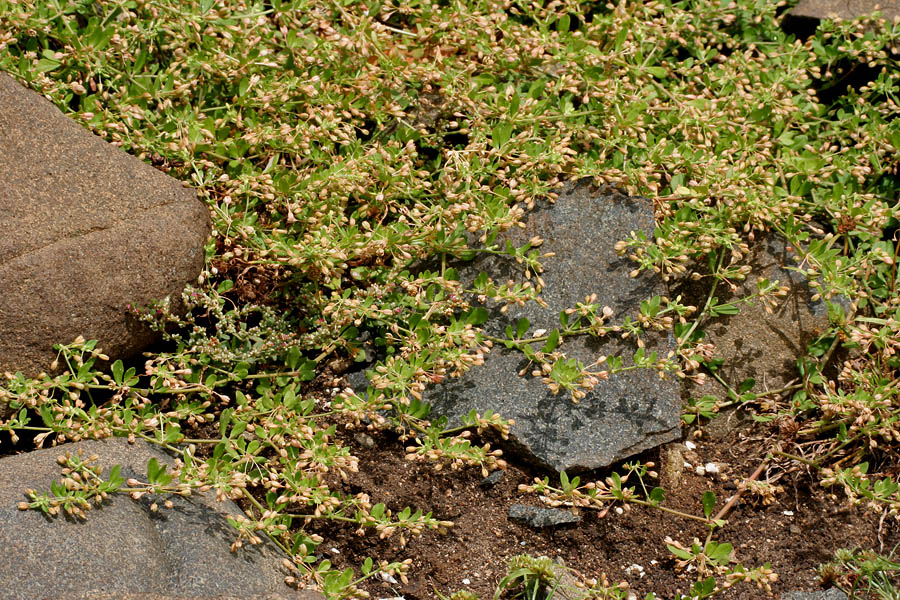
Glinus oppositifolius (rau đắng đất) ở Andhra Pradesh, Ấn Độ.
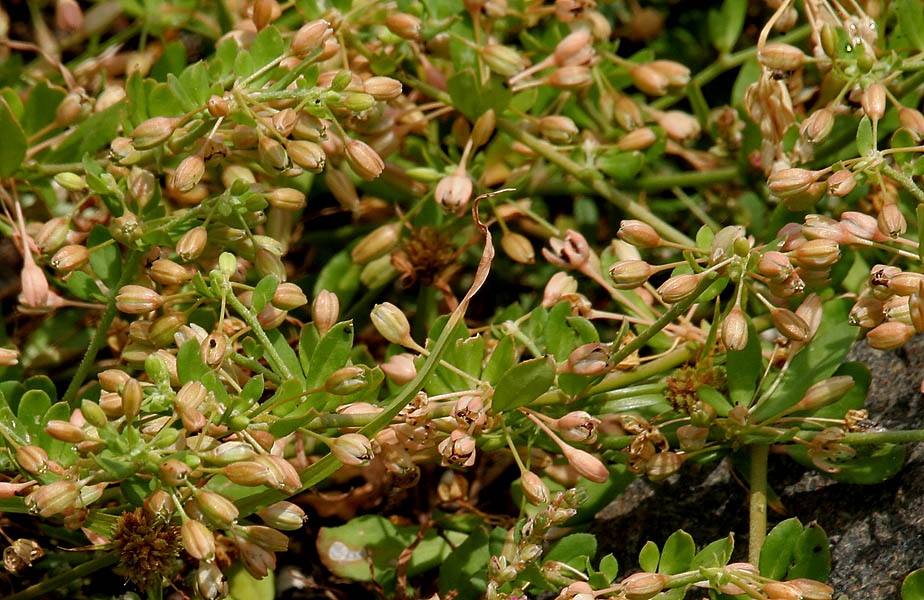
Glinus oppositifolius (rau đắng đất) ở Andhra Pradesh, Ấn Độ.
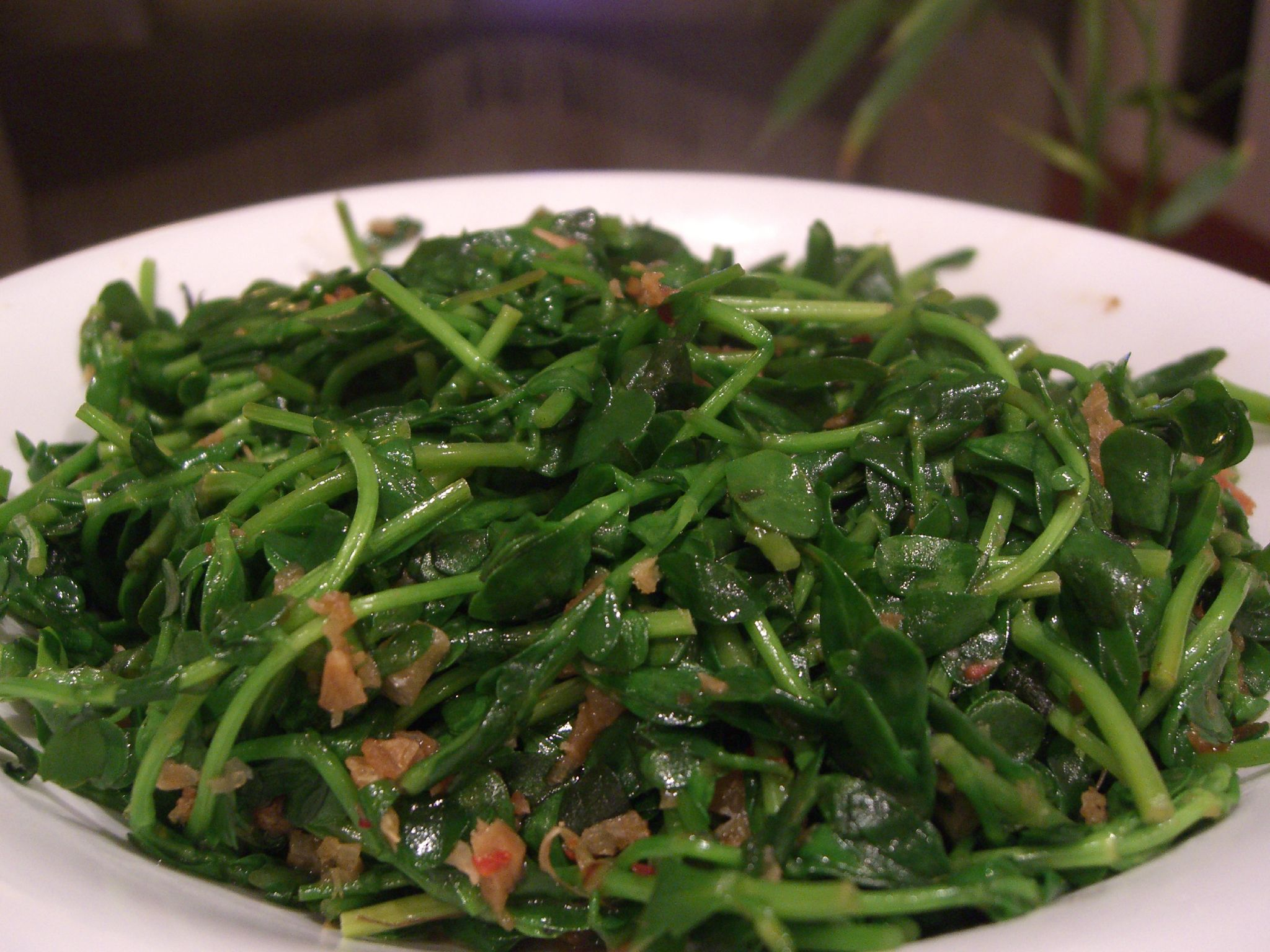
Glinus oppositifolius (rau đắng đất).